# 牛河林业开发管理区
牛河林业开发管理区是中华人民共和国湖北省十堰市丹江口市下辖的一个类似乡级单位。

## 行政区划
下辖以下地区：
牛家河村、驷马沟村、小尖山村、五谷庙村、李家山村、莲花寺村、光顶山村、凤凰山村和舒家岭村。